# Charles Léandre
Charles Lucien Léandre (Champsecret, Orne, 22 de julio de 1862 - París, 24 de mayo de 1934) fue un ilustrador, litógrafo, caricaturista, diseñador, escultor y pintor francés. Alumno de Émile Bin y de Alexandre Cabanel.

## Biografía

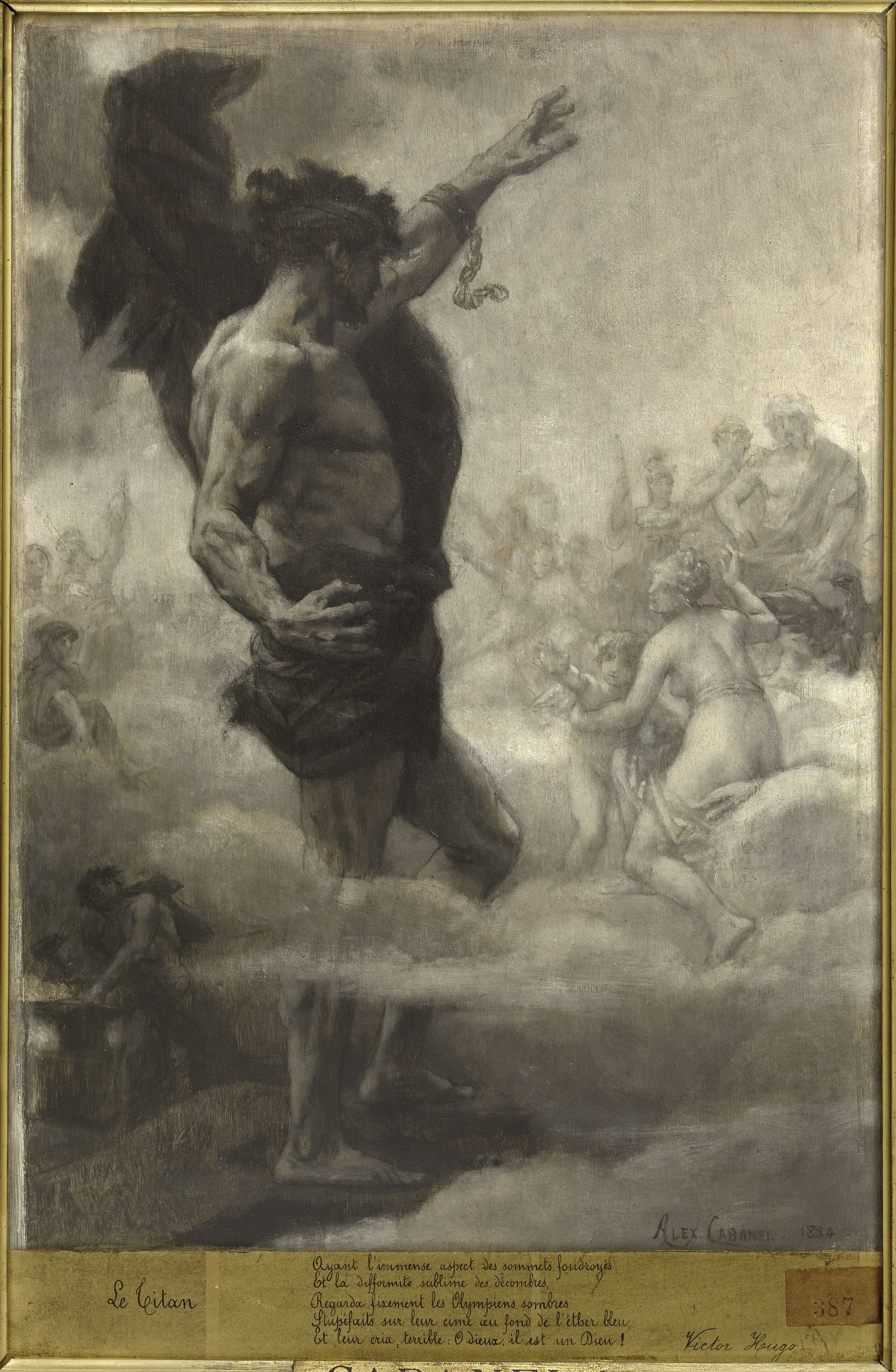
Solo hay que ver El Titán (1884), óleo de Cabanel, para comprobar la importancia que el pintor da al dibujo.

Charles Léandre fue hijo de un militar de carrera, originario de Saint-Front, que fue alcalde de Champsecret hasta su muerte, en 1861. Estudiante universitario mediocre, la única disciplina en la que destaca es el dibujo. Sus padres, que aspiraban a una carrera militar para su hijo, vieron frustrado su anhelo. Sin embargo, permiten que el joven Charles tome lecciones con Bourgeois, un profesor de dibujo. En 1878, su madre conoció a la esposa del pintor Émile Bin, con el que aprenderá durante 2 años el oficio de pintor. Fue en el estudio de Bin donde realizó sus primeras caricaturas.
En 1880, se matriculó junto con su amigo Maurice Eliot en la Escuela de Bellas Artes de París. Allí asistieron a clases de Adolphe Yvon, y más tarde fueron pupilos de Alexandre Cabanel. Tras superar las oposiciones de cátedra de dibujo para las escuelas de Bellas Artes de París en 1882, fue profesor en las mismas hasta 1897.

## Trayectoria

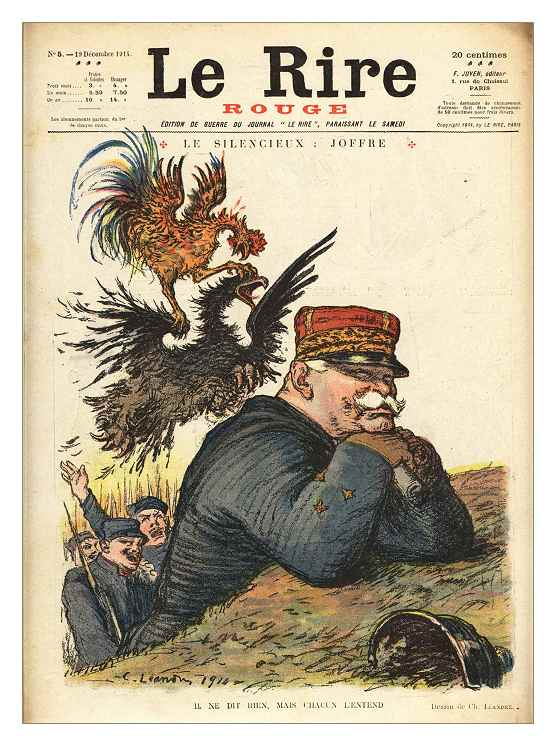
Caricatura de Charles Léandre para la revista Le Rire.

' A l'eau! A l'eau! (1895), Palm Beach (USA), Colección David E. Weisman y Jacqueline E. Michel.

A partir de 1887, figuró entre los expositores del afamado Salón de París, donde presentó numerosos retratos y dibujos de género, aunque su fama se debe sobre todo a sus cómics y caricaturas. La serie "Gotha des souverains", publicada en la revista Le Rire, o trabajos como los que publicó en la revista L'Assiette au Beurre le colocaron en la primera fila de la moderna caricatura.
Además de sus contribuciones a las revistas Le Rire, L'Assiette au Beurre o el semanario de Le Figaro, entre otras revistas de cómic, publicó una serie de álbumes con títulos como Nocturnes, Le Musée des souverains o París et la provénce.
En 1904, creó la Société des Peintres Humoristes, junto a caricaturistas como Leonetto Cappiello, Abel Faivre, Francisque Poulbot, Jean-Louis Forain, Sem o Jules Chéret. En esa etapa, Léandre produjo notables litografías y diseñó una memorable cartelería sobre multitud de temas, como las tituladas "Yvette Guilbert", "Les nouveaux maries", "Joseph Prudhomme", "Les Lutteurs" o "La Femme au chien".
Murió en 1934 en su estudio de la calle Caulaincourt, en Montmartre (París).

## Reconocimientos

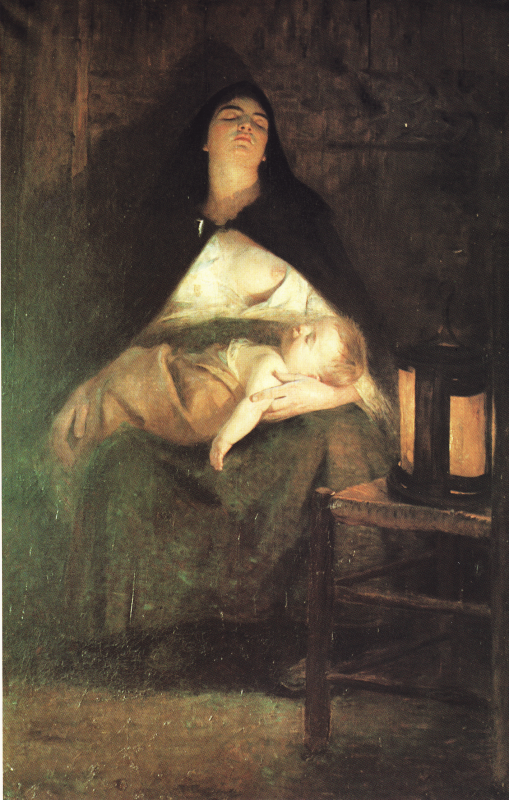
"Je dors mais mon coeur veille"

Ganó una medalla de bronce en la Exposición Universal de París de 1889 por una pintura al óleo de gran tamaño tiulada "Je dors mais mon coeur veille". En la Exposición Universal de París de 1900, fue uno de los cinco litógrafos seleccionados para realizar dos composiciones de un tema propuesto y recibió una medalla de oro.
En 1921, consiguió la medalla de Honor de la Société des Artistes Français y en 1925 fue nombrado caballero de la Legión de Honor.